# NBA 크리스마스 게임

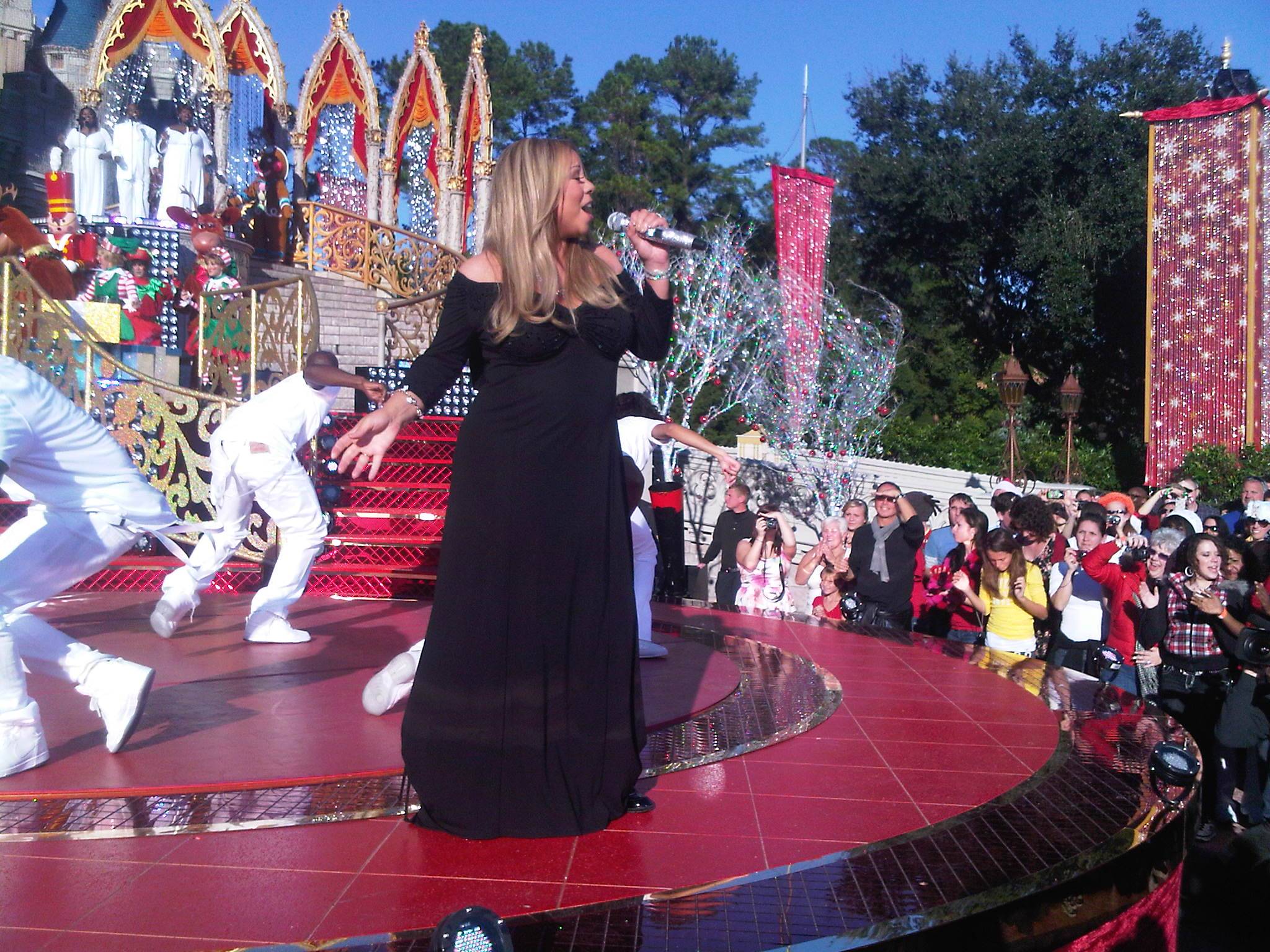

NBA 크리스마스 게임(영어: NBA Christmas games)은 NBA가 매년 12월 25일 크리스마스에 개최하는 경기는 1947년 리그 두 번째 시즌부터 매년 전통으로 이어져 2008년부터 크리스마스에 5경기가 치러졌다. NFL(영어: National Football League)의 전통적인 추수감사절 경기와 달리 NBA의 크리스마스 경기는 고정된 상대가 없고, 오히려 최고의 팀과 선수들이 출전하며, 1995년 이후 현재 NBA 파이널(영어: NBA Finals)들은 크리스마스에 경기를 치른다.

## 역대 결과

### NBA 크리스마스 게임
| 시즌      | 원정팀                       | 득점                         | 홈팀                         |
| --------- | ---------------------------- | ---------------------------- | ---------------------------- |
| 1947~1948 | 시카고 스태그스              | 70 - 87                      | 볼티모어 불리츠              |
| 1947~1948 | 프로비던스 스팀롤러스        | 75 - 89                      | 뉴욕 닉스                    |
| 1947~1948 | 워싱턴 캐피털스              | 73 - 56                      | 세인트루이스 보머스          |
| 1948~1949 | 시카고 스태그스              | 70 - 64                      | 뉴욕 닉스                    |
| 1948~1949 | 보스턴 셀틱스                | 77 - 80                      | 필라델피아 워리어스          |
| 1948~1949 | 볼티모어 불리츠              | 88 - 83                      | 프로비던스 스팀롤러스        |
| 1948~1949 | 세인트루이스 보머스          | 82 - 90                      | 로체스터 로열스              |
| 1948~1949 | 포트웨인 피스턴스            | 74 - 88                      | 워싱턴 캐피털스              |
| 1949~1950 | 필라델피아 워리어스          | 64 - 63                      | 볼티모어 불리츠              |
| 1949~1950 | 시보이건 레드스킨스          | 76 - 72                      | 덴버 너기츠                  |
| 1949~1950 | 포트웨인 피스턴스            | 58 - 72                      | 미니애폴리스 레이커스        |
| 1949~1950 | 보스턴 셀틱스                | 79 - 88                      | 로체스터 로열스              |
| 1949~1950 | 워싱턴 캐피털스              | 81 - 68                      | 세인트루이스 보머스          |
| 1949~1950 | 앤더슨 패커스                | 88 - 94                      | 시러큐스 내셔널즈            |
| 1949~1950 | 인디애나폴리스 올림피언스    | 93 - 97                      | 워털루 호크스                |
| 1950~1951 | 워싱턴 캐피털스              | 79 - 93                      | 포트웨인 피스턴스            |
| 1950~1951 | 뉴욕 닉스                    | 86 - 84 (OT)                 | 필라델피아 워리어스          |
| 1950~1951 | 보스턴 셀틱스                | 77 - 90                      | 로체스터 로열스              |
| 1950~1951 | 포트웨인 피스턴스            | 69 - 81                      | 시러큐스 내셔널즈            |
| 1950~1951 | 볼티모어 불리츠              | 72 - 87                      | 트라이시티스 블랙호크스      |
| 1951~1952 | 시러큐스 내셔널즈            | 78 - 88                      | 밀워키 호크스                |
| 1951~1952 | 보스턴 셀틱스                | 79 - 108                     | 미니애폴리스 레이커스        |
| 1951~1952 | 포트웨인 피스턴스            | 80 - 89                      | 뉴욕 닉스                    |
| 1951~1952 | 인디애나폴리스 올림피언스    | 73 - 65                      | 로체스터 로열스              |
| 1952~1953 | 밀워키 호크스                | 69 - 71 (2OT)                | 포트웨인 피스턴스            |
| 1952~1953 | 인디애나폴리스 올림피언스    | 73 - 90                      | 미니애폴리스 레이커스        |
| 1952~1953 | 보스턴 셀틱스                | 84 - 97                      | 뉴욕 닉스                    |
| 1952~1953 | 로체스터 로열스              | 93 - 78                      | 필라델피아 워리어스          |
| 1952~1953 | 볼티모어 불리츠              | 92 - 102                     | 시러큐스 내셔널즈            |
| 1953~1954 | 미니애폴리스 레이커스        | 78 - 88                      | 볼티모어 불리츠              |
| 1953~1954 | 보스턴 셀틱스                | 79 - 108                     | 포트웨인 피스턴스            |
| 1953~1954 | 시러큐스 내셔널즈            | 80 - 89                      | 뉴욕 닉스                    |
| 1953~1954 | 로체스터 로열스              | 73 - 65                      | 필라델피아 워리어스          |
| 1954~1955 | 보스턴 셀틱스                | 108 - 99                     | 밀워키 호크스                |
| 1954~1955 | 필라델피아 워리어스          | 91 - 99                      | 필라델피아 워리어스          |
| 1954~1955 | 시러큐스 내셔널즈            | 101 - 109                    | 뉴욕 닉스                    |
| 1954~1955 | 포트웨인 피스턴스            | 73 - 80                      | 로체스터 로열스              |
| 1955~1956 | 뉴욕 닉스                    | 87 - 92                      | 포트웨인 피스턴스            |
| 1955~1956 | 보스턴 셀틱스                | 115 - 112                    | 미니애폴리스 레이커스        |
| 1955~1956 | 로체스터 로열스              | 96 - 111                     | 시러큐스 내셔널즈            |
| 1956~1957 | 필라델피아 워리어스          | 89 - 82                      | 보스턴 셀틱스                |
| 1956~1957 | 미니애폴리스 레이커스        | 100 - 89                     | 포트웨인 피스턴스            |
| 1956~1957 | 세인트루이스 호크스          | 107 - 105 (OT)               | 뉴욕 닉스                    |
| 1956~1957 | 시러큐스 내셔널즈            | 93 - 98                      | 로체스터 로열스              |
| 1957~1958 | 미니애폴리스 레이커스        | 106 - 104                    | 디트로이트 피스턴스          |
| 1957~1958 | 보스턴 셀틱스                | 105 - 115                    | 필라델피아 워리어스          |
| 1957~1958 | 뉴욕 닉스                    | 130 - 134 (OT)               | 시러큐스 내셔널즈            |
| 1958~1959 | 세인트루이스 호크스          | 100 - 92                     | 신시내티 로열스              |
| 1958~1959 | 미니애폴리스 레이커스        | 97 - 98 (OT)                 | 디트로이트 피스턴스          |
| 1958~1959 | 보스턴 셀틱스                | 129 - 120                    | 뉴욕 닉스                    |
| 1959~1960 | 디트로이트 피스톤즈          | 103 - 121                    | 신시내티 로열스              |
| 1959~1960 | 보스턴 셀틱스                | 123 - 119                    | 뉴욕 닉스                    |
| 1959~1960 | 시러큐스 내셔널즈            | 121 - 129                    | 필라델피아 워리어스          |
| 1959~1960 | 미니애폴리스 레이커스        | 96 - 112                     | 세인트루이스 호크스          |
| 1960~1961 | 디트로이트 피스턴스          | 119 - 126                    | 세인트루이스 호크스          |
| 1960~1961 | 뉴욕 닉스                    | 100 - 162                    | 시러큐스 내셔널즈            |
| 1961~1962 | 디트로이트 피스턴스          | 97 - 118                     | 시카고 패커스                |
| 1961~1962 | 로스앤젤레스 레이커스        | 141 - 127                    | 신시내티 로열스              |
| 1961~1962 | 필라델피아 워리어스          | 135 - 136 (2OT)              | 뉴욕 닉스                    |
| 1961~1962 | 보스턴 셀틱스                | 127 - 122                    | 시러큐스 내셔널즈            |
| 1962~1963 | 디트로이트 피스턴스          | 120 - 131                    | 신시내티 로열스              |
| 1962~1963 | 시러큐스 내셔널즈            | 123 -111                     | 뉴욕 닉스                    |
| 1962~1963 | 세인트루이스 호크스          | 91 - 94                      | 샌프란시스코 워리어스        |
| 1963~1964 | 세인트루이스 호크스          | 107 - 113                    | 신시내티 로열스              |
| 1963~1964 | 로스앤젤레스 레이커스        | 134 - 126                    | 뉴욕 닉스                    |
| 1964~1965 | 디트로이트 피스턴스          | 106 - 118                    | 보스턴 셀틱스                |
| 1964~1965 | 세인트루이스 호크스          | 125 - 130 (OT)               | 신시내티 로열스              |
| 1964~1965 | 볼티모어 불리츠              | 114 - 108                    | 뉴욕 닉스                    |
| 1965~1966 | 보스턴 셀틱스                | 113 - 99                     | 볼티모어 불리츠              |
| 1965~1966 | 샌프란시스코 워리어스        | 113 - 119                    | 신시내티 로열스              |
| 1965~1966 | 디트로이트 피스턴스          | 106 - 115                    | 로스앤젤레스 레이커스        |
| 1965~1966 | 세인트루이스 호크스          | 131 - 111                    | 뉴욕 닉스                    |
| 1966~1967 | 디트로이트 피스턴스          | 129 - 127 (OT)               | 볼티모어 불리츠              |
| 1966~1967 | 샌프란시스코 워리어스        | 124 - 112                    | 신시내티 로열스              |
| 1966~1967 | 시카고 불스                  | 132 - 133                    | 뉴욕 닉스                    |
| 1967~1968 | 필라델피아 세븐티식서스      | 108 - 105                    | 볼티모어 불리츠              |
| 1967~1968 | 시애틀 슈퍼소닉스            | 112 - 118                    | 신시내티 로열스              |
| 1967~1968 | 보스턴 셀틱스                | 134 - 124                    | 뉴욕 닉스                    |
| 1967~1968 | 로스앤젤레스 레이커스        | 101 - 104                    | 샌디에고 로키츠              |
| 1968~1969 | 시애틀 슈퍼소닉스            | 112 - 118                    | 볼티모어 불리츠              |
| 1968~1969 | 시카고 불스                  | 98 - 103                     | 신시내티 로열스              |
| 1968~1969 | 디트로이트 피스턴스          | 119 - 113                    | 밀워키 벅스                  |
| 1968~1969 | 필라델피아 세븐티식서스      | 109 - 110                    | 뉴욕 닉스                    |
| 1968~1969 | 로스앤젤레스 레이커스        | 119 - 99                     | 피닉스 선스                  |
| 1969~1970 | 필라델피아 세븐티식서스      | 113 - 121                    | 볼티모어 불리츠              |
| 1969~1970 | 샌프란시스코 워리어스        | 124 - 120 (OT)               | 신시내티 로열스              |
| 1969~1970 | 디트로이트 피스턴스          | 111 - 112                    | 뉴욕 닉스                    |
| 1969~1970 | 보스턴 셀틱스                | 116 - 127                    | 피닉스 선스                  |
| 1970~1971 | 시카고 불스                  | 112 - 128                    | 볼티모어 불리츠              |
| 1970~1971 | 클리블랜드 캐벌리어스        | 100 - 117                    | 신시내티 로열스              |
| 1970~1971 | 보스턴 셀틱스                | 113 - 123                    | 로스앤젤레스 레이커스        |
| 1970~1971 | 버펄로 브레이브스            | 102 - 115                    | 뉴욕 닉스                    |
| 1970~1971 | 디트로이트 피스턴스          | 100 - 105                    | 필라델피아 세븐티식서스      |
| 1970~1971 | 애틀랜타 호크스              | 115 - 127                    | 피닉스 선스                  |
| 1971~1972 | 버펄로 브레이브스            | 117 - 140                    | 애틀랜타 호크스              |
| 1971~1972 | 보스턴 셀틱스                | 99 - 94                      | 신시내티 로열스              |
| 1971~1972 | 밀워키 벅스                  | 118 - 120 (OT)               | 디트로이트 피스턴스          |
| 1971~1972 | 골든스테이트 워리어스        | 89 - 114                     | 뉴욕 닉스                    |
| 1971~1972 | 볼티모어 불리츠              | 117 - 114                    | 필라델피아 세븐티식서스      |
| 1971~1972 | 시애틀 슈퍼소닉스            | 86 - 116                     | 피닉스 선스                  |
| 1971~1972 | 시카고 불스                  | 109 - 88                     | 포틀랜드 트레일블레이저스    |
| 1972~1973 | 밀워키 벅스                  | 104 - 99                     | 캔자스시티-오마하 킹스       |
| 1972~1973 | 디트로이트 피스턴스          | 110 - 113                    | 뉴욕 닉스                    |
| 1972~1973 | 시카고 불스                  | 108 - 115                    | 피닉스 선스                  |
| 1972~1973 | 시애틀 슈퍼소닉스            | 113 - 116                    | 포틀랜드 트레일블레이저스    |
| 1973~1974 | 캐피털 불리츠                | 102 - 100                    | 뉴욕 닉스                    |
| 1973~1974 | 로스앤젤레스 레이커스        | 100 - 135                    | 피닉스 선스                  |
| 1974~1975 | 필라델피아 세븐티식서스      | 104 - 97                     | 뉴욕 닉스                    |
| 1974~1975 | 보스턴 셀틱스                | 96 - 110                     | 피닉스 선스                  |
| 1974~1975 | 애틀랜타 호크스              | 92 - 110                     | 워싱턴 불리츠                |
| 1975~1976 | 휴스턴 로키츠                | 99 - 101                     | 뉴올리언스 재즈              |
| 1975~1976 | 필라델피아 세븐티식서스      | 103 - 111                    | 뉴욕 닉스                    |
| 1975~1976 | 캔자스시티 킹스              | 111 - 122                    | 피닉스 선스                  |
| 1975~1976 | 애틀랜타 호크스              | 94 - 99                      | 워싱턴 불리츠                |
| 1976~1977 | 디트로이트 피스턴스          | 106 - 115                    | 버펄로 브레이브스            |
| 1976~1977 | 시카고 불스                  | 96 - 91                      | 캔자스시티 킹스              |
| 1976~1977 | 필라델피아 세븐티식서스      | 105 - 104                    | 뉴욕 닉스                    |
| 1976~1977 | 로스앤젤레스 레이커스        | 96 - 113                     | 피닉스 선스                  |
| 1976~1977 | 시애틀 슈퍼소닉스            | 95 - 110                     | 포틀랜드 트레일블레이저스    |
| 1976~1977 | 클리블랜드 캐벌리어스        | 99 - 117                     | 워싱턴 불리츠                |
| 1977~1978 | 버펄로 브레이브스            | 105 - 111                    | 클리블랜드 캐벌리어스        |
| 1977~1978 | 밀워키 벅스                  | 131 - 122                    | 캔자스시티 킹스              |
| 1977~1978 | 샌안토니오 스퍼스            | 115 - 105                    | 뉴올리언스 재즈              |
| 1977~1978 | 필라델피아 세븐티식서스      | 110 - 113                    | 뉴욕 닉스                    |
| 1977~1978 | 골든스테이트 워리어스        | 97 - 109                     | 포틀랜드 트레일블레이저스    |
| 1977~1978 | 로스앤젤레스 레이커스        | 111 - 96                     | 시애틀 슈퍼소닉스            |
| 1977~1978 | 애틀랜타 호크스              | 93 - 100                     | 워싱턴 불리츠                |
| 1978~1979 | 필라델피아 세븐티식서스      | 109 - 94                     | 뉴욕 닉스                    |
| 1978~1979 | 골든스테이트 워리어스        | 102 - 115                    | 포틀랜드 트레일블레이저스    |
| 1978~1979 | 샌디에고 클리퍼스            | 123 - 118                    | 시애틀 슈퍼소닉스            |
| 1979~1980 | 디트로이트 피스턴스          | 101 - 111                    | 클리블랜드 캐벌리어스        |
| 1979~1980 | 뉴저지 네츠                  | 102 - 131                    | 뉴욕 닉스                    |
| 1979~1980 | 골든스테이트 워리어스        | 91 - 113                     | 포틀랜드 트레일블레이저스    |
| 1979~1980 | 덴버 너기츠                  | 111 - 122                    | 유타 재즈                    |
| 1979~1980 | 필라델피아 세븐티식서스      | 95 - 92                      | 워싱턴 불리츠                |
| 1980~1981 | 보스턴 셀틱스                | 117 - 108                    | 뉴욕 닉스                    |
| 1980~1981 | 샌안토니오 스퍼스            | 111 - 131                    | 피닉스 선스                  |
| 1980~1981 | 골든스테이트 워리어스        | 114 - 115                    | 포틀랜드 트레일블레이저스    |
| 1980~1981 | 뉴저지 네츠                  | 94 - 109                     | 워싱턴 불리츠                |
| 1981~1982 | 뉴저지 네츠                  | 96 - 95                      | 뉴욕 닉스                    |
| 1981~1982 | 로스앤젤레스 레이커스        | 104 - 101                    | 피닉스 선스                  |
| 1981~1982 | 시애틀 슈퍼소닉스            | 94 - 99                      | 포틀랜드 트레일블레이저스    |
| 1981~1982 | 인디애나 페이서스            | 98 - 115                     | 워싱턴 불리츠                |
| 1982~1983 | 뉴저지 네츠                  | 112 - 110                    | 뉴욕 닉스                    |
| 1982~1983 | 시애틀 슈퍼소닉스            | 88 - 95                      | 포틀랜드 트레일블레이저스    |
| 1982~1983 | 피닉스 선스                  | 111 - 101                    | 유타 재즈                    |
| 1982~1983 | 애틀랜타 호크스              | 97 - 91                      | 워싱턴 불리츠                |
| 1983~1984 | 뉴저지 네츠                  | 110 - 112 (OT)               | 뉴욕 닉스                    |
| 1983~1984 | 로스앤젤레스 레이커스        | 121 - 141                    | 포틀랜드 트레일블레이저스    |
| 1984~1985 | 애틀랜타 호크스              | 106 - 109                    | 클리블랜드 캐벌리어스        |
| 1984~1985 | 필라델피아 세븐티식서스      | 109 - 108                    | 디트로이트 피스톤즈          |
| 1984~1985 | 뉴저지 네츠                  | 120 - 114                    | 뉴욕 닉스                    |
| 1984~1985 | 골든스테이트 워리어스        | 97 - 106                     | 포틀랜드 트레일블레이저스    |
| 1985~1986 | 보스턴 셀틱스                | 104 - 113 (2OT)              | 뉴욕 닉스                    |
| 1985~1986 | 로스앤젤레스 클리퍼스        | 107 - 121                    | 포틀랜드 트레일블레이저스    |
| 1986~1987 | 시카고 불스                  | 85 - 86                      | 뉴욕 닉스                    |
| 1986~1987 | 워싱턴 불리츠                | 102 - 97                     | 필라델피아 세븐티식서스      |
| 1987~1988 | 디트로이트 피스턴스          | 91 - 87                      | 뉴욕 닉스                    |
| 1987~1988 | 애틀랜타 호크스              | 106 - 100                    | 필라델피아 세븐티식서스      |
| 1988-1989 | 워싱턴 불리츠                | 110 - 125                    | 필라델피아 세븐티식서스      |
| 1988-1989 | 로스앤젤레스 레이커스        | 87 - 101                     | 유타 재즈                    |
| 1989~1990 | 클리블랜드 캐벌리어스        | 104 - 115                    | 애틀랜타 호크스              |
| 1990~1991 | 디트로이트 피스턴스          | 86 - 98                      | 시카고 불스                  |
| 1991~1992 | 보스턴 셀틱스                | 99 - 121                     | 시카고 불스                  |
| 1991~1992 | 로스앤젤레스 레이커스        | 85 - 75                      | 로스앤젤레스 클리퍼스        |
| 1992~1993 | 뉴욕 닉스                    | 77 - 89                      | 시카고 불스                  |
| 1992~1993 | 샌안토니오 스퍼스            | 103 - 94                     | 로스앤젤레스 클리퍼스        |
| 1993~1994 | 올랜도 매직                  | 93 - 95                      | 시카고 불스                  |
| 1993~1994 | 휴스턴 로키츠                | 91 - 111                     | 피닉스 선스                  |
| 1994~1995 | 뉴욕 닉스                    | 104 - 107 (OT)               | 시카고 불스                  |
| 1994~1995 | 시애틀 슈퍼소닉스            | 96 - 105                     | 덴버 너기츠                  |
| 1995~1996 | 휴스턴 로키츠                | 90 - 92                      | 올랜도 매직                  |
| 1995~1996 | 샌안토니오 스퍼스            | 105 - 100                    | 피닉스 선스                  |
| 1996~1997 | 디트로이트 피스턴스          | 83 - 95                      | 시카고 불스                  |
| 1996~1997 | 로스앤젤레스 레이커스        | 108 - 87                     | 피닉스 선스                  |
| 1997~1998 | 마이애미 히트                | 80 - 90                      | 시카고 불스                  |
| 1997~1998 | 휴스턴 로키츠                | 103 - 107                    | 유타 재즈                    |
| 1998~1999 | 파업으로 인해 개최되지 않다. | 파업으로 인해 개최되지 않다. | 파업으로 인해 개최되지 않다. |
| 1999~2000 | 뉴욕 닉스                    | 90 - 101                     | 인디애나 페이서스            |
| 1999~2000 | 샌안토니오 스퍼스            | 93 - 99                      | 로스앤젤레스 레이커스        |
| 2000~2001 | 올랜도 매직                  | 93 - 103                     | 인디애나 페이서스            |
| 2000~2001 | 포틀랜드 트레일블레이저스    | 109 - 104                    | 로스앤젤레스 레이커스        |
| 2001~2002 | 필라델피아 세븐티식서스      | 82 - 88                      | 로스앤젤레스 레이커스        |
| 2001~2002 | 토론토 랩터스                | 94 - 102                     | 뉴욕 닉스                    |
| 2002~2003 | 디트로이트 피스턴스          | 99 - 107 (OT)                | 올랜도 매직                  |
| 2002~2003 | 보스턴 셀틱스                | 81 - 117                     | 뉴저지 네츠                  |
| 2002~2003 | 새크라멘토 킹스              | 105 - 99                     | 로스앤젤레스 레이커스        |
| 2003~2004 | 클리블랜드 캐벌리어스        | 101 - 113 (OT)               | 올랜도 매직                  |
| 2003~2004 | 댈러스 매버릭스              | 111 - 103                    | 새크라멘토 킹스              |
| 2003~2004 | 휴스턴 로키츠                | 99 - 87                      | 로스앤젤레스 레이커스        |
| 2004~2005 | 디트로이트 피스턴스          | 98 - 93                      | 인디애나 페이서스            |
| 2004~2005 | 마이애미 히트                | 104 - 102 (OT)               | 로스앤젤레스 레이커스        |
| 2005~2006 | 샌안토니오 스퍼스            | 70 - 85                      | 디트로이트 피스턴스          |
| 2005~2006 | 로스앤젤레스 레이커스        | 92 - 97                      | 마이애미 히트                |
| 2006~2007 | 로스앤젤레스 레이커스        | 85 - 101                     | 마이애미 히트                |
| 2007~2008 | 마이애미 히트                | 82 - 96                      | 클리블랜드 캐벌리어스        |
| 2007~2008 | 피닉스 선스                  | 115 - 122                    | 로스앤젤레스 레이커스        |
| 2007~2008 | 시애틀 슈퍼소닉스            | 79 - 89                      | 포틀랜드 트레일블레이저스    |
| 2008~2009 | 워싱턴 위저즈                | 89 - 93                      | 클리블랜드 캐벌리어스        |
| 2008~2009 | 보스턴 셀틱스                | 83 - 92                      | 로스앤젤레스 레이커스        |
| 2008~2009 | 뉴올리언스 호니츠            | 68 - 88                      | 올랜도 매직                  |
| 2008~2009 | 샌안토니오 스퍼스            | 91 - 90                      | 피닉스 선스                  |
| 2008~2009 | 댈러스 매버릭스              | 102 - 94                     | 포틀랜드 트레일블레이저스    |
| 2009~2010 | 마이애미 히트                | 93 - 87                      | 뉴욕 닉스                    |
| 2009~2010 | 클리블랜드 캐벌리어스        | 102 - 87                     | 로스앤젤레스 레이커스        |
| 2009~2010 | 보스턴 셀틱스                | 86 - 77                      | 올랜도 매직                  |
| 2009~2010 | 로스앤젤레스 클리퍼스        | 93 - 124                     | 피닉스 선스                  |
| 2009~2010 | 덴버 너기츠                  | 96 - 107                     | 포틀랜드 트레일블레이저스    |
| 2010~2011 | 시카고 불스                  | 95 - 103                     | 뉴욕 닉스                    |
| 2010~2011 | 보스턴 셀틱스                | 78 - 86                      | 올랜도 매직                  |
| 2010~2011 | 마이애미 히트                | 96 - 80                      | 로스앤젤레스 레이커스        |
| 2010~2011 | 덴버 너기츠                  | 106 - 114                    | 오클라호마시티 선더          |
| 2010~2011 | 포틀랜드 트레일블레이저스    | 102 - 109                    | 골든스테이트 워리어스        |
| 2011~2012 | 보스턴 셀틱스                | 104 - 106                    | 뉴욕 닉스                    |
| 2011~2012 | 마이애미 히트                | 105 - 94                     | 댈러스 매버릭스              |
| 2011~2012 | 시카고 불스                  | 88 - 87                      | 로스앤젤레스 레이커스        |
| 2011~2012 | 올랜도 매직                  | 89 - 97                      | 오클라호마시티 선더          |
| 2011~2012 | 로스앤젤레스 클리퍼스        | 105 - 86                     | 골든스테이트 워리어스        |
| 2012~2013 | 보스턴 셀틱스                | 93 - 76                      | 브루클린 네츠                |
| 2012~2013 | 뉴욕 닉스                    | 94 - 100                     | 로스앤젤레스 레이커스        |
| 2012~2013 | 오클라호마시티 선더          | 97 - 103                     | 마이애미 히트                |
| 2012~2013 | 휴스턴 로키츠                | 120 - 97                     | 시카고 불스                  |
| 2012~2013 | 덴버 너기츠                  | 100 - 112                    | 로스앤젤레스 클리퍼스        |
| 2013~2014 | 시카고 불스                  | 95 - 78                      | 브루클린 네츠                |
| 2013~2014 | 오클라호마시티 선더          | 123 - 94                     | 뉴욕 닉스                    |
| 2013~2014 | 마이애미 히트                | 101 - 95                     | 로스앤젤레스 레이커스        |
| 2013~2014 | 휴스턴 로키츠                | 111 - 98                     | 샌안토니오 스퍼스            |
| 2013~2014 | 로스앤젤레스 클리퍼스        | 103 - 105                    | 골든스테이트 워리어스        |
| 2014~2015 | 워싱턴 위저즈                | 102 - 91                     | 뉴욕 닉스                    |
| 2014~2015 | 오클라호마시티 선더          | 114 - 106                    | 샌안토니오 스퍼스            |
| 2014~2015 | 클리블랜드 캐벌리어스        | 91 - 101                     | 마이애미 히트                |
| 2014~2015 | 로스앤젤레스 레이커스        | 93 - 113                     | 시카고 불스                  |
| 2014~2015 | 골든스테이트 워리어스        | 86 - 100                     | 로스앤젤레스 클리퍼스        |
| 2015~2016 | 뉴올리언스 펠리컨스          | 88 - 94                      | 마이애미 히트                |
| 2015~2016 | 시카고 불스                  | 105 - 96                     | 오클라호마시티 선더          |
| 2015~2016 | 클리블랜드 캐벌리어스        | 83 - 89                      | 골든스테이트 워리어스        |
| 2015~2016 | 샌안토니오 스퍼스            | 84 - 88                      | 휴스턴 로키츠                |
| 2015~2016 | 로스앤젤레스 클리퍼스        | 94 - 84                      | 로스앤젤레스 레이커스        |
| 2016~2017 | 보스턴 셀틱스                | 119 - 114                    | 뉴욕 닉스                    |
| 2016~2017 | 골든스테이트 워리어스        | 108 - 109                    | 클리블랜드 캐벌리어스        |
| 2016~2017 | 시카고 불스                  | 100 - 119                    | 샌안토니오 스퍼스            |
| 2016~2017 | 미네소타 팀버울브스          | 100 - 112                    | 오클라호마시티 선더          |
| 2016~2017 | 로스앤젤레스 클리퍼스        | 102 - 111                    | 로스앤젤레스 레이커스        |
| 2017~2018 | 필라델피아 세븐티식서스      | 105 - 98                     | 뉴욕 닉스                    |
| 2017~2018 | 클리블랜드 캐벌리어스        | 92 - 99                      | 골든스테이트 워리어스        |
| 2017~2018 | 워싱턴 위저즈                | 111 - 103                    | 보스턴 셀틱스                |
| 2017~2018 | 휴스턴 로키츠                | 107 - 112                    | 오클라호마시티 선더          |
| 2017~2018 | 미네소타 팀버울브스          | 121 - 104                    | 로스앤젤레스 레이커스        |
| 2018~2019 | 밀워키 벅스                  | 109 - 95                     | 뉴욕 닉스                    |
| 2018~2019 | 오클라호마시티 선더          | 109 - 113                    | 휴스턴 로키츠                |
| 2018~2019 | 필라델피아 세븐티식서스      | 114 - 121 (OT)               | 보스턴 셀틱스                |
| 2018~2019 | 로스앤젤레스 레이커스        | 127 - 101                    | 골든스테이트 워리어스        |
| 2018~2019 | 포틀랜드 트레일블레이저스    | 96 - 117                     | 유타 재즈                    |
| 2019~2020 | 보스턴 셀틱스                | 118 - 102                    | 토론토 랩터스                |
| 2019~2020 | 밀워키 벅스                  | 109 - 121                    | 필라델피아 세븐티식서스      |
| 2019~2020 | 휴스턴 로키츠                | 104 - 116                    | 골든스테이트 워리어스        |
| 2019~2020 | 로스앤젤레스 클리퍼스        | 111 - 106                    | 로스앤젤레스 레이커스        |
| 2019~2020 | 뉴올리언스 펠리컨스          | 112 - 100                    | 덴버 너기츠                  |
| 2020~2021 | 뉴올리언스 펠리컨스          | 98 - 111                     | 마이애미 히트                |
| 2020~2021 | 골든스테이트 워리어스        | 99 - 138                     | 밀워키 벅스                  |
| 2020~2021 | 브루클린 네츠                | 123 - 95                     | 보스턴 셀틱스                |
| 2020~2021 | 댈러스 매버릭스              | 115 - 138                    | 로스앤젤레스 레이커스        |
| 2020~2021 | 로스앤젤레스 클리퍼스        | 121 - 108                    | 덴버 너기츠                  |
| 2021~2022 | 애틀랜타 호크스              | 87 - 101                     | 뉴욕 닉스                    |
| 2021~2022 | 보스턴 셀틱스                | 113 - 117                    | 밀워키 벅스                  |
| 2021~2022 | 골든스테이트 워리어스        | 116 - 107                    | 피닉스 선스                  |
| 2021~2022 | 브루클린 네츠                | 122 - 115                    | 로스앤젤레스 레이커스        |
| 2021~2022 | 댈러스 매버릭스              | 116 - 120                    | 유타 재즈                    |
| 2022~2023 | 필라델피아 세븐티식서스      | 119 - 112                    | 뉴욕 닉스                    |
| 2022~2023 | 로스앤젤레스 레이커스        | 115 - 124                    | 댈러스 매버릭스              |
| 2022~2023 | 밀워키 벅스                  | 118 - 139                    | 보스턴 셀틱스                |
| 2022~2023 | 멤피스 그리즐리스            | 109 - 123                    | 골든스테이트 워리어스        |
| 2022~2023 | 피닉스 선스                  | 125 - 128 (OT)               | 덴버 너기츠                  |
| 2023~2024 | 골든스테이트 워리어스        | 114 - 120                    | 덴버 너기츠                  |
| 2023~2024 | 보스턴 셀틱스                | 126 - 115                    | 로스앤젤레스 레이커스        |
| 2023~2024 | 필라델피아 세븐티식서스      | 113 - 119                    | 마이애미 히트                |
| 2023~2024 | 밀워키 벅스                  | 122 - 129                    | 뉴욕 닉스                    |
| 2023~2024 | 댈러스 매버릭스              | 128 - 114                    | 피닉스 선스                  |
| 2024~2025 | 샌안토니오 스퍼스            | 114 - 117                    | 뉴욕 닉스                    |
| 2024~2025 | 미네소타 팀버울브스          | 105 - 99                     | 댈러스 매버릭스              |
| 2024~2025 | 필라델피아 세븐티식서스      | 118 - 114                    | 보스턴 셀틱스                |
| 2024~2025 | 로스앤젤레스 레이커스        | 115 - 113                    | 골든스테이트 워리어스        |
| 2024~2025 | 덴버 너기츠                  | 100 - 110                    | 피닉스 선스                  |
| 2025~2026 | 클리블랜드 캐벌리어스        |                              | 뉴욕 닉스                    |
| 2025~2026 | 샌안토니오 스퍼스            |                              | 오클라호마시티 선더          |
| 2025~2026 | 휴스턴 로키츠                |                              | 로스앤젤레스 레이커스        |
| 2025~2026 | 댈러스 매버릭스              |                              | 골든스테이트 워리어스        |
| 2025~2026 | 미네소타 팀버울브스          |                              | 덴버 너기츠                  |

### ABA 크리스마스 게임
| 시즌      | 원정팀                  | 득점      | 홈팀                |
| --------- | ----------------------- | --------- | ------------------- |
| 1967~1968 | 오클랜드 오크스         | 98 - 112  | 켄터키 커널스       |
| 1968~1969 | 미네소타 파이퍼스       | 129 - 118 | 켄터키 커널스       |
| 1968~1969 | 오클랜드 오크스         | 127 - 122 | 로스앤젤레스 스타스 |
| 1968~1969 | 덴버 로키츠             | 129 - 110 | 뉴욕 네츠           |
| 1969~1970 | 로스앤젤레스 스타스     | 105 - 101 | 켄터키 커널스       |
| 1969~1970 | 워싱턴 캡스             | 131 - 112 | 피츠버그 파이퍼스   |
| 1970~1971 | 유타 스타스             | 102 - 107 | 멤피스 프로스       |
| 1970~1971 | 캐롤라이나 쿠커스       | 121 - 136 | 피츠버그 콘도르스   |
| 1970~1971 | 댈러스 채퍼럴스         | 131 - 145 | 버지니아 스콰이어스 |
| 1971~1972 | 캐롤라이나 쿠커스       | 102 - 110 | 멤피스 프로스       |
| 1971~1972 | 인디애나 페이서스       | 129 - 105 | 유타 스타스         |
| 1971~1972 | 피츠버그 콘도르스       | 126 - 133 | 버지니아 스콰이어스 |
| 1974~1975 | 샌디에고 컨키스타도르스 | 100 - 112 | 유타 스타스         |

## 팀별 크리스마스 게임 성적
| 팀명                      | 마지막 경기 | 승패      |
| ------------------------- | ----------- | --------- |
| 애틀랜타 호크스           | 2021년      | 9승 12패  |
| 보스턴 셀틱스             | 2024년      | 17승 21패 |
| 브루클린 네츠             | 2021년      | 6승 5패   |
| 샬럿 호니츠               | 빈칸        | 빈칸      |
| 시카고 불스               | 2016년      | 13승 8패  |
| 클리블랜드 캐벌리어스     | 2017년      | 7승 7패   |
| 댈러스 매버릭스           | 2024년      | 4승 4패   |
| 덴버 너기츠               | 2024년      | 3승 7패   |
| 디트로이트 피스턴스       | 2005년      | 10승 22패 |
| 골든스테이트 워리어스     | 2024년      | 15승 19패 |
| 휴스턴 로키츠             | 2019년      | 6승 6패   |
| 인디애나 페이서스         | 2004년      | 2승 2패   |
| 로스앤젤레스 클리퍼스     | 2020년      | 8승 9패   |
| 로스앤젤레스 레이커스     | 2024년      | 25승 26패 |
| 멤피스 그리즐리스         | 2022년      | 1패       |
| 마이애미 히트             | 2023년      | 12승 2패  |
| 밀워키 벅스               | 2023년      | 5승 5패   |
| 미네소타 팀버울브스       | 2024년      | 2승 1패   |
| 뉴올리언스 펠리컨스       | 2020년      | 1승 3패   |
| 뉴욕 닉스                 | 2024년      | 25승 32패 |
| 오클라호마시티 선더       | 2018년      | 6승 3패   |
| 올랜도 매직               | 2011년      | 5승 4패   |
| 필라델피아 세븐티식서스   | 2024년      | 20승 15패 |
| 피닉스 선스               | 2024년      | 13승 9패  |
| 포틀랜드 트레일블레이저스 | 2018년      | 14승 4패  |
| 새크라멘토 킹스           | 2003년      | 18승 11패 |
| 샌안토니오 스퍼스         | 2024년      | 5승 7패   |
| 토론토 랩터스             | 2019년      | 2패       |
| 유타 재즈                 | 2021년      | 6승 2패   |
| 워싱턴 위저즈             | 2017년      | 16승 7패  |

## 가장 빈번한 매치업
| 횟수 | 매치                                                | 기록                              | 경기한 연도                                                            |
| ---- | --------------------------------------------------- | --------------------------------- | ---------------------------------------------------------------------- |
| 12   | 뉴욕 닉스 vs. 필라델피아 세븐티식서스               | 세븐티식서스가 7승 5패 우위       | 1953, 1954, 1957, 1960, 1962, 1968, 1974, 1975, 1976, 1977, 1978, 2017 |
| 8    | 보스턴 셀틱스 vs. 뉴욕 닉스                         | 셀틱스가 5승 3패로 우위           | 1954, 1958, 1959, 1967, 1980, 1985, 2011, 2016                         |
| 6    | 골든스테이트 워리어스 vs. 포틀랜드 트레일블레이저스 | 트레일블레이저스가 5승 1패로 우위 | 1977, 1978, 1979, 1980, 1984, 2010                                     |
| 6    | 로스앤젤레스 레이커스 vs. 피닉스 선스               | 레이커스가 4승2패로 우위          | 1968, 1973, 1976, 1981, 1996, 2007                                     |
| 6    | 필라델피아 세븐티식서스 vs. 워싱턴 위저즈           | 3승 3패로 동률 워싱턴             | 1967, 1969, 1971, 1979, 1986, 1988                                     |